# As the Shadows Rise
As the Shadows Rise er en ep fra det norske black metal-band Emperor. Den blev udgivet på cd som en del af splitalbummet True Kings of Norway med Immortal, Dimmu Borgir, Ancient og Arcturus.
Omslagsillustrationen er fra et træsnit af Gustave Doré (1832-1883). Andre metalbands, deriblandt Dimmu Borgir og Season of Evil, har også gjort brug af hans kunstværker.

## Spor
1. "The Ancient Queen" – 3:25
2. "Witches Sabbath" – 5:23
3. "Lord of the Storms (Evil Necro Voice from Hell remix)" – 1:46